# Protovetenskap
Protovetenskap är en teoribildning, vars överensstämmelse med verkligheten ännu inte hunnit undersökas enligt vetenskapliga metoder.
Om en protovetenskaplig teori visar sig vara en användbar beskrivning av vår värld, kan den accepteras som vetenskap. Om den misslyckas med att beskriva omvärlden, men ändå gör anspråk på att vara vetenskaplig, är den att betrakta som pseudovetenskap.

## Definition
En definition av proto- och marginalvetenskap ges av följande tabell:
|              |                                                  |                                     |                | Systematiserad som vetenskaplig definition |
|              |                                                  | Som hanteras med vetenskaplig metod |                |                                            |
|              | Låtsas vara vetenskap eller ser ut som vetenskap |                                     |                |                                            |
| Vidskepelser | Pseudovetenskap                                  | Marginalvetenskap                   | Protovetenskap | (Etablerad) vetenskap                      |

## Exempel på tidigare protovetenskapliga teorier

### Plattektonik
Det fanns tydliga indicier på att Afrika och Sydamerika en gång suttit ihop, men eftersom en mekanism för att förklara hur de kunnat glida isär saknades kunde inte plattektoniken accepteras som en fullvärdig teoribildning. I och med upptäckten av jordens flytande inre fick man fram sådana mekanismer och idag är plattektonik en accepterad vetenskaplig teori.

### Alkemi
Upphovet till kemi, även om de tidiga alkemisternas mål (omvandla oädla metaller till guld och evigt liv) bevisats vara ouppnåeliga med metoder de hade till sitt förfogande

### Frenologieller kranioskopi
Frenologin eller kranioskopin var uppfattningen att olika personlighetsdrag skulle ligga i olika delar av hjärnan, och att man av skallens yttre form kunde utläsa vilka karaktärsdrag som dominerade en person. Läran utvecklades i slutet av 1700-talet. 1843 beskrev François Magendie frenologi som "en nutida pseudovetenskap", men läran var inflytelserik inom psykiatrin under hela 1800-talet. Läran beskrivs idag av vissa källor som ursprungligen protovetenskap, men enligt Karl Popper var frenologin inte en äkta vetenskaplig teori, utan pseudovetenskap, därför att den inte gjorde vågade eller exakta förutsägelser, och därför den inte gav möjlighet för andra att pröva läran. Idag anses det bekräftat att skallens form (förutom i viss mån dess volym) inte säger något om människors personlighet. Uppfattningen att olika delar av hjärnan har olika funktion stöds emellertid av våra dagars neurovetenskap.